# Sniper Elite 3
Sniper Elite 3 — тактический шутер, разработанный компанией Rebellion Developments для PC, Xbox 360, Xbox One, PlayStation 3, PlayStation 4 и Nintendo Switch. Релиз состоялся 27 июня 2014 года. На русском языке игру выпустила «компания Бука». Игра является триквелом предыдущей части серии Sniper Elite — Sniper Elite V2.

## Сюжет
Действие игры происходит за три года до событий, показанных в Sniper Elite V2 и разворачивается в экзотической и смертоносной Северной Африке во время Второй мировой войны. Специальный агент УСС Карл Фейрберн проникает за линию фронта, чтобы, используя свои навыки опытного снайпера, помочь союзникам и устранить генерала Франца Валена, работающего над секретным оружием

## Геймплей
Игра представляет собой шутер от третьего лица, который предполагает незаметный стиль прохождения, а не силовой.
Игра примечательна нелинейным геймплеем, разворачивающимся на открытой территории. Вас ждут ожесточенные схватки с применением оружия ближнего боя, а также стрельба с дальней дистанции. Шумные города и отдаленные населённые пункты — ваши бесценные помощники в вопросах тактического планирования и перемещений.
Игра представлена как симулятор снайпера: при стрельбе учитываются многие реалистичные параметры, такие, как вес пули, направление\скорость ветра и т. д. Когда снайпер находится в спокойном состоянии, то его пульс находится на отметке в 60 ударов в минуту. При беге число ударов сердца достигает 120, и если сразу же после остановки начать прицеливаться, то прицел будет сильно трястись. Кроме этого доступна ещё и функция фокусирования. Она очень удобна для одиночных целей, так как требует некоторого дополнительного времени. Благодаря этой способности на экране появляется красный (если есть препятствие, серый) ромбик, который покажет точное место попадания пули с учётом всех действующих сил. Но фокусирование сильно поднимает пульс, так что долго так стрелять нет возможности. Выбор места стрельбы является наиболее важной частью геймплея. Для успешного прохождения потребуется занять позицию, с которой Карл Фейрберн сможет полностью контролировать врагов, сам при этом оставаясь незамеченным. Инвентарь игрока представляет собой снайперскую винтовку, которая может сменяться на альтернативные модели по мере прохождения, а также автомат, пистолет, гранаты, растяжки, фугас, мины и динамит. Также в инвентаре игрока имеется аптечка и бинт для восстановления здоровья.
Для снайперской винтовки есть возможность выбора оптического прицела, спускового механизма, ствола и прицельной сетки. Иногда в редких случаях при обыске тел убитых вами врагов можно найти улучшения для винтовки.
В игре есть уникальная обновлённая система X-Ray Kill Cam, которая детальным образом покажет, как от выпущенной вами пули разрушаются мышцы и кровеносная система, как пуля проходит тело, которое как будто просвечивается рентгеном. Обновлённая камера даёт возможность уничтожать бронированные автомобили и танки всего одним метким выстрелом в бензобак или двигатель, подробно показывая, что происходит там при попадании пули.
Во время игры игрок будет получать очки опыта и при достижении определённого уровня повышаться в звании. Очки выдаются за убийства (зависит от качества исполнения), открытие снайперских позиций, дневники, карты, дополнительные задания (чтобы найти их, нужно в основном осматривать окрестности через бинокль, осматривать помещения и т. д.). Также побочные задания появляются во время прохождения основной миссии. Для тренировки снайперский навыков в игре есть Стрельбище, где игрок может оттачивать своё мастерство в различных условиях.
Также в игре присутствует статистика, которая отслеживает ваш прогресс в том или ином достижении. Это можно увидеть в служебной книжке через главное меню. Внутри послужного списка игроки могут просматривать подробные сведения о их прогрессе.
Кроме того, Sniper Elite 3 включает в себя режим кооперативного прохождения миссий и совершенно новый, продуманный мультиплеер.

## DLC (загружаемый контент)
- Target Hitler: Hunt the Grey Wolf — миссия, в которой игрокам предоставляется возможность убить Гитлера.
- Allied Reinforcements Outfit Pack — три дополнительных мультиплеерных скина.
- Hunter Weapons Pack — револьвер M1917, винтовка СВТ-40, дробовик.
- Camouflage Weapons Pack — полуавтоматический пистолет HDM с глушителем, винтовка Мосина с камуфляжем, немецкая штурмовая винтовка MP44 с камуфляжем.
- Patriot Weapons Pack — винтовка Springfield M1903, пистолет-пулемёт M3 Grease Gun, пистолет M1911.
- Sniper Rifle Weapons Pack — винтовка Kar 98k, винтовка M1917 Enfield, настроенная винтовка Springfield M1903.
- Eastern Front Weapons Pack — винтовка Мосина, пистолет-пулемёт Blyskawica, пистолет Токарева TT-33.
- Save Churchill Part 1: In Shadows
- Save Churchill Part 2: Belly of the Beast
- Save Churchill Part 3: Confrontation — миссии, в которых игрокам предоставляется возможность сорвать покушение на британского премьер-министра Уинстона Черчилля.
- U.S. Camouflage Rifles Pack — винтовки Springfield M1903, M1D Garand и M1917 Enfield (настроенные и закамуфлированные).
- International Camouflage Rifles Pack — винтовка Lee Enfield Mk. III (настроенная и закамуфлированная), карабин Karabiner 98k (настроенный и закамуфлированный) и винтовка СВТ-40 (настроенная и закамуфлированная).
- Axis Weapons Pack — винтовка Type 99, пистолет-пулемет MAB 38 и пистолет Pistol 38.

## Издания игры
Sniper Elite 3 представлен в трёх изданиях:

### Цифровое издание
Включает только цифровую копию игры. При предзаказе, миссию Target Hitler: Hunt the Grey Wolf.

### Стандартное издание
Диск с игрой и руководство пользователя.

### Специальное издание[3]
- PC-версию игры на двух DVD-дисках;
- Доступ ко всем имеющимся и последующим DLC (Season Pass);
- Эксклюзивный металлический кейс с индивидуальным коллекционным номером;
- Скреплённое печатью секретное досье с чертежами танков и оружия, картами Северной Африки и пособием для корректировщика;
- Карту формата А5, подписанную лично разработчиками Sniper Elite 3;
- Фирменную футболку с главным героем;
- Раскрашенные вручную игральные карты с изображением американских, британских, итальянских и немецких войск;
- Постер формата А2 в виде стрелковой мишени;
- Шесть оригинальных открыток;
- Термоклеящуюся эмблему игры из ткани;
- Печатную инструкцию.

## Ultimate Edition
Полная версия Sniper Elite 3 вышла 10 марта 2015 года на PlayStation 4, Xbox One, PlayStation 3 и Xbox 360, а 10 октября 2019 запланирована к выпуску на Nintendo Switch. Помимо самой игры в издание вошли все ранее выпущенные дополнения к ней, включая миссии по спасению Уинстона Черчилля и убийству Адольфа Гитлера. Вдобавок покупатели получили шесть мультиплеерных карт и столько же наборов оружия.

## Оценки игры
| Сводный рейтинг       | Сводный рейтинг                           |
| Агрегатор             | Оценка                                    |
| --------------------- | ----------------------------------------- |
| GameRankings          | (PC) 71,85 % (XONE) 67,43 % (PS4) 68,03 % |
| Metacritic            | (PC) 71/100 (PS4) 67/100 (XONE) 64/100    |
| Иноязычные издания    |                                           |
| Издание               | Оценка                                    |
| CVG                   | 7/10                                      |
| Eurogamer             | 7/10                                      |
| Game Informer         | 6,5/10                                    |
| GameSpot              | 6/10                                      |
| GamesRadar+           | [ 15 ]                                    |
| GameTrailers          | 7,8/10                                    |
| IGN                   | 8,2/10                                    |
| Joystiq               | [ 18 ]                                    |
| Hardcore Gamer        | 3/5                                       |
| PC Gamer              | 70/100                                    |
| Русскоязычные издания |                                           |
| Издание               | Оценка                                    |
| PlayGround.ru         | 7,8/10                                    |
| Riot Pixels           | 65 %                                      |

Игра Sniper Elite 3 получила преимущественно положительные оценки игровых ресурсов. Версия для PC получила оценку в 71,85 % на GameRankings и 71 баллов из 100 возможных на Metacritic. Версия для PlayStation 4 получила оценку в 68,03 % на GameRankings и 67 баллов из 100 возможных на Metacritic. Версия для Xbox One получила оценку в 67,43 % на GameRankings и 64 баллов из 100 возможных на Metacritic.
Летом 2018 года, благодаря уязвимости в защите Steam Web API, стало известно, что точное количество пользователей сервиса Steam, которые играли в игру хотя бы один раз, составляет 1 810 081 человек.